# Université au Liban
Le Liban compte 27 universités, dont 26 privées et 1 publique université libanaise (UL) et une quasi-publique, le Conservatoire national des arts et métiers (CNAM)

## Établissements académiques

### Principales Universités libanaises
| Nom de l'université                                                  | Sigle | Date de fondation | Principale langue d'enseignement |
| -------------------------------------------------------------------- | ----- | ----------------- | -------------------------------- |
| Université libanaise                                                 | UL    | 1951              | Français/Arabe/Anglais           |
| Conservatoire national des arts et métiers                           | Cnam  | 1968              | Français                         |
| Université Saint-Joseph (Jésuite)                                    | USJ   | 1875              | Français                         |
| Université américaine de Beyrouth                                    | AUB   | 1886              | Anglais                          |
| Université Saint-Esprit de Kaslik                                    | USEK  | 1961              | Français/Anglais                 |
| Université Libano Américaine                                         | LAU   |                   | Anglais                          |
| Université Antonine                                                  | UPA   |                   | Français                         |
| Université arabe de Beyrouth                                         | BAU   | 1960              | Arabe/Anglais                    |
| Université La Sagesse                                                | ULS   | 1875              | Français                         |
| Université de Balamand                                               | UOB   |                   | Anglais/Arabe                    |
| Université libano-française de technologie et de sciences appliquées | ULF   |                   | Français/Anglais                 |

### Autres institutions académiques ou universitaires
| Nom de l'université                                    | Sigle | Date de fondation | Site Web                                                                                                | Enregistrement officiel                                            |
| ------------------------------------------------------ | ----- | ----------------- | --- | ------------------------------------------------------------------ |
| Université américaine de science et de technologie     | AUST  |                   | aust.edu.lb                                                                                             | « Oui »(Archive.org • Wikiwix • Archive.is • Google • Que faire ?) |
| Université américaine de technologie                   | AUT   |                   | aut.edu                                                                                                 | Oui                                                                |
| Université arabe ouverte                               | AOU   |                   | aou.edu.lb                                                                                              | Oui                                                                |
| Académie libanaise des Beaux-Arts                      | ALBA  |                   | alba.edu.lb                                                                                             | Oui                                                                |
| Université canadienne de Hariri                        | HCU   |                   | « hcu.edu.lb »(Archive.org • Wikiwix • Archive.is • Google • Que faire ?) (consulté le 6 mai 2013)      | « Oui »(Archive.org • Wikiwix • Archive.is • Google • Que faire ?) |
| Université des arts, sciences et technologies du Liban | AUL   |                   | aul.edu.lb                                                                                              | Oui                                                                |
| Université du Moyen-Orient (adventiste)                | MEU   |                   | meu.edu.lb                                                                                              | Oui                                                                |
| Université globale                                     | GU    |                   | gu.edu.lb                                                                                               | Oui                                                                |
| Université Haigazian                                   |       |                   | haigazian.edu.lb                                                                                        | Oui                                                                |
| Université Hawaï                                       | HU    |                   | « hu.edu.lb »(Archive.org • Wikiwix • Archive.is • Google • Que faire ?) (consulté le 6 mai 2013)       | Non disponible                                                     |
| Université Honolulu                                    | AAT   | 1998              | « aat.edu.lb »(Archive.org • Wikiwix • Archive.is • Google • Que faire ?) (consulté le 6 mai 2013)      | Non disponible                                                     |
| Université internationale libanaise                    | LIU   |                   | liu.edu.lb                                                                                              | Oui                                                                |
| Université internationale PRINCELY                     |       |                   | princelyiu.org                                                                                          | Non disponible                                                     |
| Université islamique de Beyrouth                       | BIU   | 1986              | biu.edu.lb                                                                                              | Oui                                                                |
| Université islamique du Liban                          | IUL   |                   | iul.edu.lb                                                                                              | Oui                                                                |
| Université Jinan                                       |       |                   | jinan.edu.lb                                                                                            | Oui                                                                |
| Université libano-allemande                            | LGU   |                   | lgu.edu.lb                                                                                              | « Oui »(Archive.org • Wikiwix • Archive.is • Google • Que faire ?) |
| Université libano-canadienne                           | LCU   |                   | lcu.edu.lb                                                                                              | « Oui »(Archive.org • Wikiwix • Archive.is • Google • Que faire ?) |
| Université Makassed de Beyrouth                        | MU    |                   | « makassed.org.lb »(Archive.org • Wikiwix • Archive.is • Google • Que faire ?) (consulté le 6 mai 2013) | Oui                                                                |
| Université Manar de Tripoli                            | MUT   |                   | mut.edu.lb                                                                                              | Oui                                                                |
| Université moderne de gestion et de sciences           | MUBS  |                   | mubs.edu.lb                                                                                             | « Oui »(Archive.org • Wikiwix • Archive.is • Google • Que faire ?) |
| Université Notre Dame - Louaize                        | NDU   |                   | ndu.edu.lb                                                                                              | Oui                                                                |

### Collèges et instituts universitaires
Il y a en tout 8 institutions privées de type collégiales reconnues au Liban:
| Nom de l'institution                                        | Sigle | Date de fondation | Site Web | Enregistrement officiel |
| ----------------------------------------------------------- | ----- | ----------------- | --- | ----------------------- |
| Collège universitaire Ouzai                                 | OUC   |                   | ouzai.org | Oui                     |
| École supérieure des affaires                               | ESA   |                   | esa.edu.lb                                                                                                   | Oui                     |
| Institut universitaire d'éducation et de technologie Kafaat |       |                   | al-kafaat.org                                                                                                | Oui                     |
| Institut universitaire de Jwaya pour la technologie         | JUIT  |                   | N/A | Oui                     |
| Institut universitaire de la Sainte Famille                 | IUSF  |                   | « educationlebanon.net »(Archive.org • Wikiwix • Archive.is • Google • Que faire ?) (consulté le 6 mai 2013) | Oui                     |
| Institut universitaire Sidon de technologie                 | SUIT  |                   | N/A | Oui                     |
| Université américaine de culture et d'éducation             | AUCE  | 2004              | auce.edu.lb                                                                                                  | Oui                     |
| Université du Matn                                          |       |                   | matnu.edu.lb                                                                                                 | Oui                     |

### Institut universitaire pour étude religieuse
| Nom de l'institution                | Sigle | Date de fondation | Site Web        | Enregistrement officiel |
| ----------------------------------- | ----- | ----------------- | --------------- | ----------------------- |
| École de théologie du Proche-Orient | NEST  |                   | theonest.edu.lb |                         |

Autres institutions d'enseignement supérieur:
- École de commerce Pigier